# Pentoksyfilina
Pentoksyfilina – organiczny związek chemiczny, lek z grupy metyloksantyn.

## Działanie
Zwiększa przepływ krwi przez naczynia kończyn oraz naczynia mózgowe. Zmniejsza lepkość krwi i zmienia metabolizm krwinek czerwonych, zwiększając w nich stężenie ATP i cyklicznych nukleotydów, co powoduje zmianę ich kształtu. Hamuje agregację płytek krwi, poprzez zwiększenie w nich biosyntezy cyklicznego adenozynomonofosforanu i prostacykliny, a zahamowanie biosyntezy tromboksanu. Dzięki temu zapobiega tworzeniu się zakrzepów. Zwiększa także aktywność plazminogenu i hamuje antyplazminę, a przez nasilenie syntezy i uwalniania prostacykliny wzmaga działanie antyagregacyjne.

## Zastosowanie
Lek stosuje się w chorobach przebiegających ze zwężeniem naczyń kończyn dolnych. Zmniejsza on objawy chromania przestankowego i przyśpiesza gojenie się owrzodzeń niedokrwiennych kończyn dolnych.
Może być zastosowany również w zespołach przebiegających z zaburzeniami krążenia mózgowego.
Lek podawany doustnie, przeciętnie 3 razy dziennie po 100 mg. Maksymalnie można podać 1200 mg/24 godz. Może być podawany domięśniowo we wstrzyknięciach po 200–400 mg/24 godz. w dwóch wstrzyknięciach. U osób w podeszłym wieku nie należy przekraczać 100 mg na dawkę. Może być też podawany dożylnie w dawce 100–200 mg w powolnych wstrzyknięciach lub we wlewie 200–600 mg/24 godz.

## Działania niepożądane
Lek jest dobrze tolerowany. Rzadko pojawiają się zaburzenia ze strony przewodu pokarmowego: nudności, wymioty i biegunka. Zwiększa siłę działania doustnych leków przeciwcukrzycowych. Powoduje bardzo niewielkie zjawisko podkradania. Przedawkowanie może wywołać wymioty, zaczerwienienie twarzy i obniżenie ciśnienia tętniczego.